# فوتوشي ماتسوناغا
فوتوشي ماتسوناغا (باليابانية: 松永 太) (ولد في 28 أبريل 1961) هو قاتل متسلسل ياباني ومتهم بالغش وتعذيب ضحاياه في الحادثة المشهورة بأسم حادثة قاتل كيتاكيوشو المتسلسل (北九州連続殺人事件). تم ادانة ماتسوناغا بستة جرائم قتل وجريمة قتل بالخطأ بين عام 1996 و 1998 وحكم علية بعقوبة الاعدام. ارتكب جرائم القتل بمساعدة شريكته جونكو أوغاتا التي حكم عليها بالسجن المؤبد.
كانت جرائم ماتسوناغا مروعة إلى درجة أن معظم وسائل الإعلام اليابانية لم تستطع عرض تفاصيل الجرائم.